# U.K. (음반)
| 전문가 평가              | 전문가 평가 |
| 평가 점수                | 평가 점수   |
| 출처                     | 점수        |
| ------------------------ | ----------- |
| AllMusic                 | [ 2 ]       |
| Christgau's Record Guide | C+          |

《U.K.》는 1978년 4월, E.G. 레코드와 폴리도르 레코드를 통해 발매된 영국의 프로그레시브 록 슈퍼그룹 U.K.의 데뷔 스튜디오 음반이다. 존 웨튼, 에디 좁슨, 빌 브루포드, 앨런 홀즈워스가 피처링에 참여했다.

## 배경
이 음반은 1978년 여름 FM 앨범 록 라디오와 대중의 호평을 받았다. LP는 1978년 9월 1일까지 25만 장 이상 판매되었으며, 올해 남은 기간 동안 더 많은 판매량을 기록했다. 이 음반은 2016년에 리마스터드 박스 세트 《Ultimate Collector's Edition》의 일부로 포함되었다. 〈In the Dead of Night〉와 〈Mental Medication〉은 모두 A-사이드와 B-사이드 싱글로 편집되었다.
〈Alaska〉는 에디 좁슨이 야마하 CS-80을 위해 작곡했다. 처음 세 트랙은 좁슨의 코드 시퀀스로 시작하여 웨튼이 멜로디와 가사를 추가한 〈In the Dead of Night〉라는 제목의 모음곡에 속한다. 〈In the Dead of Night〉와 〈Thirty Years〉의 초기 버전은 밴드가 결성되기 전에 작곡되었다.
2015년 《롤링 스톤》은 이 음반을 역대 최고의 프로그레시브 록 음반 30위로 선정했다.

## 곡 목록
| #  | 제목                          | 작사·작곡               | 재생 시간 |
| -- | ----------------------------- | ----------------------- | --------- |
| 1. | 〈In the Dead of Night〉      | 에디 좁슨, 존 웨튼      | 5:38      |
| 2. | 〈By the Light of Day〉       | 좁슨, 웨튼              | 4:32      |
| 3. | 〈Presto Vivace and Reprise〉 | 좁슨, 웨튼              | 2:58      |
| 4. | 〈Thirty Years〉              | 좁슨, 웨튼, 빌 브루포드 | 8:05      |

| #  | 제목                  | 작사·작곡                 | 재생 시간 |
| -- | --------------------- | ------------------------- | --------- |
| 1. | 〈Alaska〉            | 좁슨                      | 4:45      |
| 2. | 〈Time to Kill〉      | 좁슨, 웨튼, 브루포드      | 4:55      |
| 3. | 〈Nevermore〉         | 앨런 홀즈워스, 좁슨, 웨튼 | 8:09      |
| 4. | 〈Mental Medication〉 | 홀즈워스, 브루포드, 좁슨  | 7:26      |